# Гавел, Элиас
Элиас Гавел (нем. Elias Havel; род. 16 апреля 2003) — австрийский футболист, нападающий клуба ЛАСК.

## Клубная карьера
Гавел — воспитанник клубов «Симмерингер», «Фёрст», «Аустрия» и «Ред Булл Зальцбург». 19 февраля 2021 года в матче против «Блау-Вайсс» он дебютировал во Второй Бундеслиге Австрии за дублирующий состав последних. Летом 2023 года Гавел перешёл в ЛАСК. В матче против «Тироля» он дебютировал в австрийской Бундеслиге. В этом же поединке Элиас забил свой первый гол за ЛАСК.